# 日代村
日代村（ひじろむら）は、大分県北海部郡にあった村。現在の津久見市の一部にあたる。

## 地理
津久見湾に面し四浦半島の北岸基部に位置していた

## 歴史
- 1889年（明治22年）4月1日、町村制の施行により、北海部郡日見浦、網代浦が合併して村制施行し、日代村が発足[1][2]。旧村名を継承した日見浦、網代浦の2大字を編成[2]。
- 1951年（昭和26年）4月1日、北海部郡津久見町、四浦村、保戸島村と合併し、市制施行し津久見市を新設して廃止された[1][2]。

### 地名の由来
合併村名の各一文字を組み合わせたもの。

## 産業
- 農業、漁業[3]

## 交通

### 鉄道
- 1916年（大正5年）国有鉄道佐伯線（現豊肥本線）が開通し日代駅開設[3]。